# 벤 브래들리
벤저민 크라운실드 "벤" 브래들리(Benjamin Crowninshield "Ben" Bradlee, 1921년 8월 26일 ~ 2014년 10월 21일)는 미국의 언론인이다. 워터게이트 사건에서 《워싱턴 포스트》의 편집인으로 이 사건을 추적 보도하는 데 크게 기여했으며, 이를 계기로 워싱턴의 중소 언론에 불과하던 《워싱턴 포스트》를 일약 미국을 대표하는 언론으로 발전시켰다.